# Fonsi Nieto

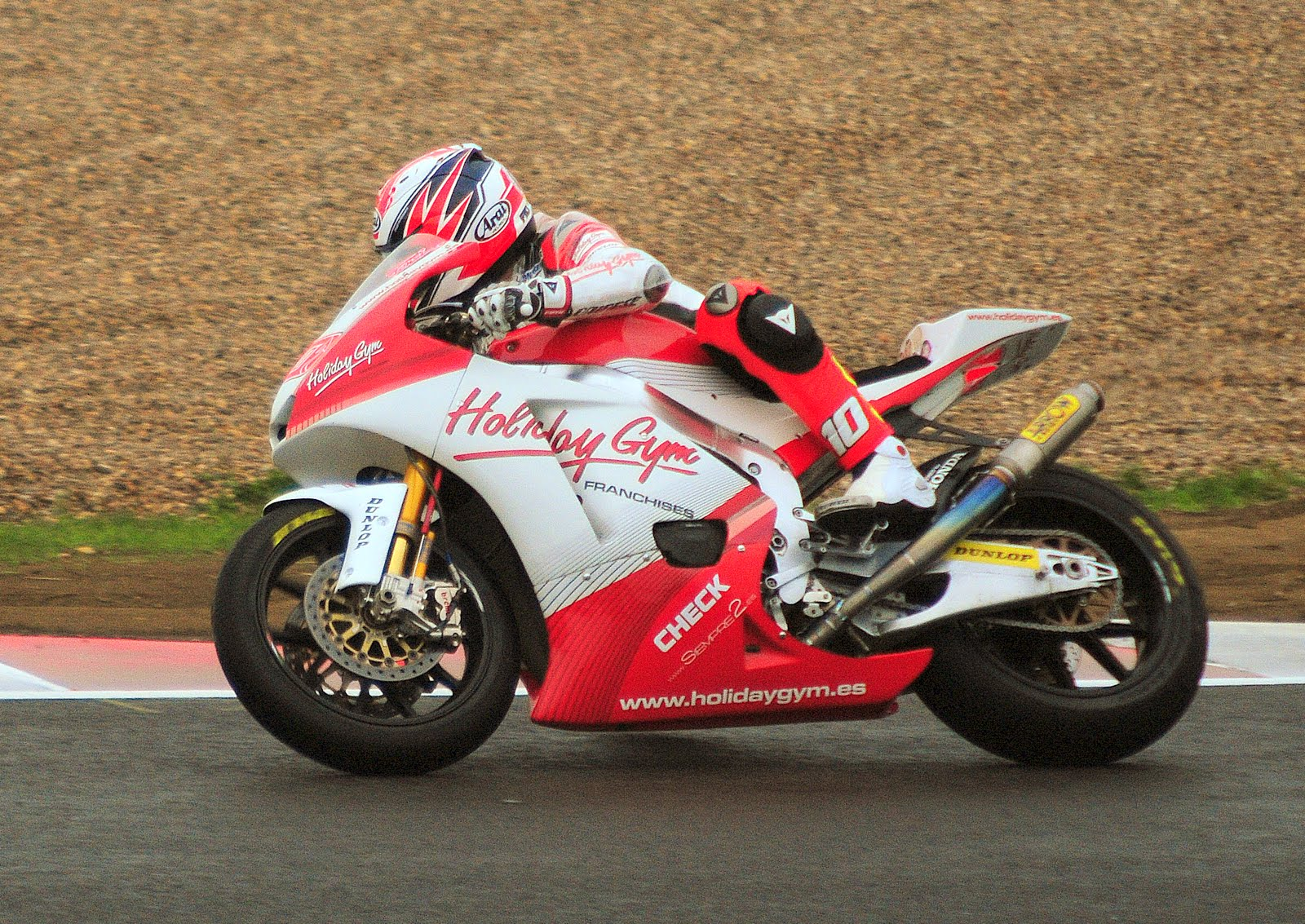
Fonsi Nieto 2010

Alfonso „Fonsi“ González Nieto (* 2. Dezember 1978 in Madrid, Spanien) ist ein ehemaliger spanischer Motorradrennfahrer.
Fonsi Nieto ist der Neffe des 13-maligen Motorrad-Weltmeisters Ángel Nieto sowie der ältere Cousin von Pablo Nieto.

## Karriere
Nieto gewann die Spanische Meisterschaft in der 125-cm³-Klasse 1995, 1996 und 1998 sowie in der 250-cm³-Klasse 1999 und 2000. Seit 1999 nahm er an der Motorrad-Weltmeisterschaft teil und belegte 2002 den zweiten Rang in der Gesamtwertung der 250-cm³-Klasse. Zur Saison 2005 wechselte Nieto in die Superbike-Weltmeisterschaft. 2007 absolvierte er beim Grand Prix von Frankreich sein erstes Rennen in der MotoGP-Klasse, er ersetzte dabei im Kawasaki-Werksteam den verletzten Olivier Jacque.
In der Saison 2010 fuhr Fonsi Nieto für das Team G22 Holyday Gym auf Moriwaki in der neu geschaffenen Moto2-Klasse der Motorrad-WM.
Im Februar 2011 gab Nieto seinen Rücktritt bekannt. Bei seinen 115 Starts in der Motorrad-WM gelangen Fonsi Nieto fünf Siege, 18 Podiumsplätze, zwölf Pole-Positions, sowie sieben Schnellste Rennrunden. In der Superbike-WM gelangen ihm bei 112 Starts ein Sieg, fünf Podiumsplätze, eine Pole-Position, sowie eine Schnellste Rennrunde.

## Statistik

### In der Motorrad-WM
| Saison | Klasse  | Motorrad | Rennen | Siege | Podien | Poles | Punkte | Ergebnis |
| ------ | ------- | -------- | ------ | ----- | ------ | ----- | ------ | -------- |
| 1997   | 125 cm³ | Aprilia  | 1      | –     | –      | –     | –      | –        |
| 1998   | 125 cm³ | Aprilia  | 3      | –     | –      | –     | –      | –        |
| 1999   | 250 cm³ | Yamaha   | 16     | –     | –      | –     | 10     | 23.      |
| 2000   | 250 cm³ | Yamaha   | 16     | –     | –      | –     | 35     | 14.      |
| 2001   | 250 cm³ | Aprilia  | 15     | –     | 2      | 2     | 167    | 5.       |
| 2002   | 250 cm³ | Aprilia  | 16     | 4     | 9      | 9     | 241    | 2.       |
| 2003   | 250 cm³ | Aprilia  | 16     | 1     | 6      | 1     | 194    | 5.       |
| 2004   | 250 cm³ | Aprilia  | 16     | –     | 1      | –     | 124    | 7.       |
| 2007   | MotoGP  | Kawasaki | 1      | –     | –      | –     | 5      | 22.      |
| 2010   | Moto2   | Moriwaki | 15     | –     | –      | –     | 45     | 18.      |
| 2011   | Moto2   | Moriwaki | –      | –     | –      | –     | –      | –        |
| Gesamt | Gesamt  | Gesamt   | 115    | 5     | 18     | 12    | 821    |          |

### In der Superbike-WM
| Saison | Motorrad        | Rennen | Siege | Podien | Poles | Punkte | Ergebnis |
| ------ | --------------- | ------ | ----- | ------ | ----- | ------ | -------- |
| 2005   | Kawasaki        | 19     | –     | –      | –     | 37     | 17.      |
| 2006   | Kawasaki        | 24     | –     | 1      | –     | 139    | 10.      |
| 2007   | Kawasaki        | 25     | –     | 1      | 1     | 125    | 12.      |
| 2008   | Suzuki          | 28     | 1     | 3      | –     | 256    | 6.       |
| 2009   | Suzuki / Ducati | 16     | –     | –      | –     | 22     | 21.      |
| Gesamt | Gesamt          | 112    | 1     | 5      | 1     | 579    |          |

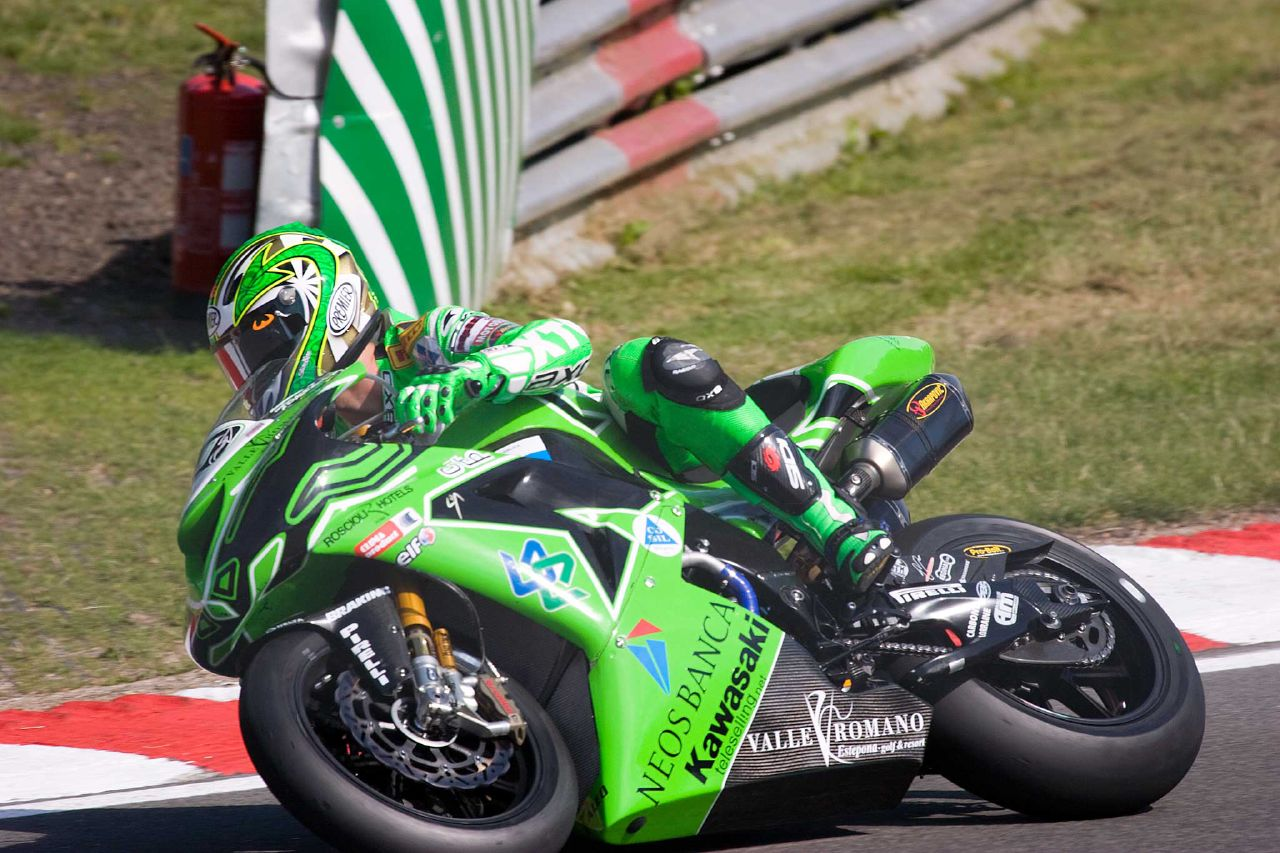
Nieto 2007 auf Kawasaki in Brands Hatch
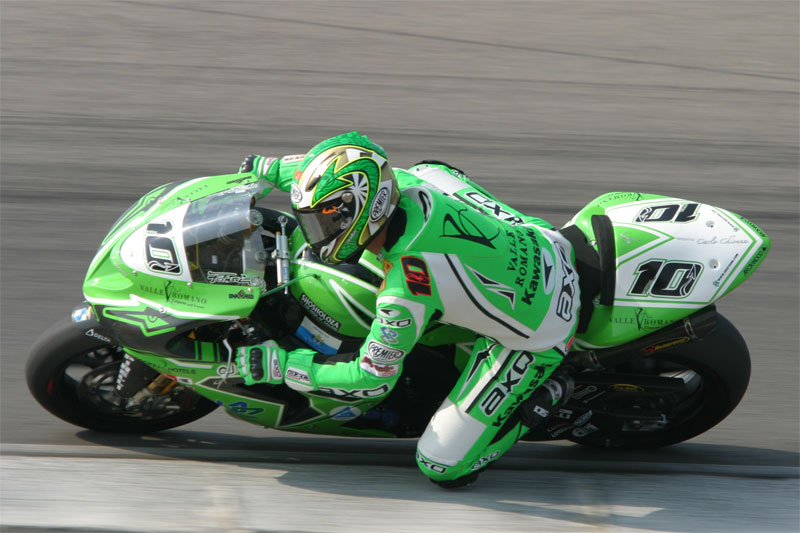
Nieto 2007 auf Kawasaki in Assen

## Verweise